# Вашингтон (Мен)
Вашингтон (англ. Washington) — місто (англ. town) в США, в окрузі Нокс штату Мен. Населення — 1592 особи (2020).

## Демографія
Згідно з переписом 2010 року, у місті мешкало 1527 осіб у 614 домогосподарствах у складі 427 родин. Було 797 помешкань
Расовий склад населення:
| - 96,9 % — білих - 0,6 % — корінних американців - 0,4 % — чорних або афроамериканців - 0,1 % — азіатів |

До двох чи більше рас належало 1,9 %. Частка іспаномовних становила 0,4 % від усіх жителів.
За віковим діапазоном населення розподілялося таким чином: 20,4 % — особи молодші 18 років, 64,1 % — особи у віці 18—64 років, 15,5 % — особи у віці 65 років та старші. Медіана віку мешканця становила 43,9 року. На 100 осіб жіночої статі у місті припадало 108,0 чоловіків;  на 100 жінок у віці від 18 років та старших — 109,5 чоловіків також старших 18 років.
Середній дохід на одне домашнє господарство  становив 84 924 долари США (медіана — 48 553), а середній дохід на одну сім'ю — 98 605 доларів (медіана — 53 056). Медіана доходів становила 42 875 доларів для чоловіків та 40 365 доларів для жінок. За межею бідності перебувало 12,9 % осіб, у тому числі 13,0 % дітей у віці до 18 років та 9,7 % осіб у віці 65 років та старших.
Цивільне працевлаштоване населення становило 669 осіб. Основні галузі зайнятості: освіта, охорона здоров'я та соціальна допомога — 23,6 %, будівництво — 12,6 %, науковці, спеціалісти, менеджери — 11,7 %.